# 한옥국악전수관
한옥국악전수관은 대한민국 전라남도 강진군 강진읍에 있다. 2010년 3월 3일 강진군의 향토문화유산 제34호로 지정되었다.

## 개요
우리나라 6대 부호라고 하는 김충식 씨 별장으로 1929년도 건물로 백두산에서 나무를 실어와 건축하였으며, 당시 전국에서 유명한 임방울 선생 등 국악인들이 이곳에 모여 실력을 겨뤘다고 한다. 일제시대에는 임방울, 김영랑 등 전국 유명 국악인들이 이용하였고 6.25이후 60-70년대에는 조덕만, 정태만, 김병량 등이 활용하다가 2008년도부터는 탐진국악예술단에서 이용, 그 맥을 이어오고 있다.